# Žirafa
 Ovo je glavno značenje pojma Žirafa. Za istoimeno zviježđe pogledajte Žirafa (zviježđe).
Žirafa (lat. Giraffa camelopardalis) je sisavac iz reda parnoprstaša podreda preživača. To je najviša živuća životinja na Zemlji. Za razliku od srodnika okapija ("šumska žirafa"), ona živi u afričkim savanama i zaštićena je vrsta. Rimski naziv za životinju održao se do danas u njenom stručnom imenu – giraffa camelopardalis. Hrvatska riječ žirafa izvedena je iz francuske girafe, koja potječe iz arapske riječi zarafa (porijeklo joj nije poznato).

## Osobine
Mužjaci dosegnu visinu i do 5,50 m, a težinu do 900 kilograma, dok im je visina u ramenima između 2,0 i 3,5 m. Ženke su u pravilu nešto niže i lakše. Vrat žirafa je iznimno dug iako ima samo 7 vratnih kralježaka kao i većina drugih sisavaca, no kod žirafe su oni vrlo izduženi. Taj dugi vrat je poseban izazov za krvotok životinje, jer mozak im mora biti pouzdano snabdijevan s dovoljnom količinom krvi. Zbog toga je srce žirafe izuzetno snažno. Teži oko 12 kilograma, a u jednoj minuti može "prepumpati" do 60 litara krvi i održava krvni pritisak tri puta viši od čovjekovog. Jezik im je također iznimno dug, i do 45 cm, mišićav i pogodan za obuhvaćanje i trganje listova s grana.  
Krzno im je prošarano tamnim pjegama koje se ističu prema svjetlijoj osnovnoj boji. Oblik i boja tih pjega se razlikuju od podvrste do podvrste. Donja strana tijela, kao i unutrašnji dio bedara je svjetliji i nema pjege. 
Na glavama žirafa oba spola su dva roščića, a u rijetkim slučajevima iza tog, raste još jedan par roščića. Osim toga, neke žirafe imaju između očiju koštanu izraslinu vrlo slično strukturiranu kao rogovi.
Žirafe su brzi trkači, mogu postići brzinu od 55 km/h. Dugačke noge mogu nositi žirafe samo na tvrdoj podlozi pa zato izbjegavaju močvarna područja, dok im rijeke predstavljaju nepremostivu prepreku.

## Rasprostranjenost
Žirafe nastanjuju afričke savane. Danas žive još samo južno od Sahare i to prije svega u travnatim savanama istočne i južne Afrike. Populacije sjeverno od Sahare su ljudi istrijebili još davno. U vrijeme ranog starog vijeka žirafe su živjele u dolini Nila, a oko 7. stoljeća nastanjivale su još i ravnice uz obale Maroka i Alžira. Tijekom 20. stoljeća žirafe su nestale i iz mnogih drugih područja gdje su do tada živjele. 

## Način života
Građa i fiziologija tijela žirafe omogućuje joj način ishrane brstenjem lišća s visokih krošnji drveća, prije svega akacija. Žirafa obuhvati granu jezikom, a zatim usnama ubire listove. Jezik i njuška su joj tako oblikovani, da se usprkos vrlo gustom i oštrom trnju akacije ne ozlijede. Žirafa pojede dnevno oko 30 kg hrane, i za to joj treba 16 do 20 sati. Potrebu za vodom pokrivaju uglavnom hranom, tako da mogu provesti više tjedana bez pijenja. Kad ipak moraju piti, rašire prednje noge kako bi mogle glavom doseći vodu. Isti je postupak neophodan ako uzimaju hranu s tla, što rade vrlo rijetko i samo u izuzetno nepovoljnim prehrambenim okolnostima. 
Žirafe žive samotnjački ili u labavim grupama. Pri tome socijalno ponašanje ovisi o spolu, ženke se okupljaju u krda od 4 pa do 32 jedinke, ali se pri tom životinje neprekidno odvajaju od jedne i priključuju drugoj skupini. Prije spolne zrelosti, mladi mužjaci formiraju vlastite skupine. Kad spolno sazriju, postaju samotnjaci. Ako se sretu dva mužjaka, često dolazi do ritualiziranih dvoboja, pri čemu mužjaci stoje jedan do drugog, i uzajamno udaraju glavom vrat onog drugog. U vrijeme parenja te borbe postaju puno agresivnije i dobivaju na žestini dok jedan od suparnika ne izgubi svijest.
Skotnost traje 14-15 mjeseci, a u pravilu se rađa samo jedno mladunče. Porod se odvija stojeći, tako da mladunče pada na tlo s visine od oko 2 metra, što nije sasvim bezopasno. Odmah nakon rođenja, mladunče je visoko 1,80 m i ima oko 50 kilograma. Unutar jednog sata već čvrsto stoje na nogama, a za koji sat već hodaju. Majka se s mladuncem prikljućuje krdu tek nakon dva do tri tjedna. 
Mladunče ostaje s majkom oko godinu i pol. S četiri godine postaje spolno zrelo, a punu veličinu dosiže tek s oko 6 godina. U divljini doživljavaju 25, a u zatočeništvu 35 godina.
Od zvijeri se uspješno brane udarcima svojih dugih prednjih nogu s kopitima. Zbog njihove veličine ali i spremnosti na obranu, rijetki su napadi na njih. Ali mladunci su često žrtve lavova, hijena i divljih pasa. Usprkos majčinoj zaštiti, samo 25-50% mladunaca uspiju odrasti.

## Povijest
Prvi zabilježeni slučaj pojave žirafe u Europi dogodio se 46. pr. Kr. kada je Gaj Julije Cezar iz Aleksandrije u Rim doveo tamošnjim ljudima vrlo neobičnu životinju. Rimljani su je smatrali neprirodnim križancem deve i leoparda te joj stoga nadjenuli ime camelopard. Rimski povjesničar Kasije Dion opisao ju je ovako: „Životinja u svim aspektima nalikuje devi osim toga što joj sve noge nisu jednake dužine, tj. stražnje su joj noge kraće. Počevši od stražnjeg dijela, tijelo joj se prema naprijed postupno uzdiže, što daje dojam kao da stoji na uzvisini; stojeći visoko poput tornja, ostatak tijela podupire prednjim nogama i podiže vrat do neobične visine. Koža joj je pjegava poput leopardove i zato nosi spojeno ime obiju životinja.“
Unatoč impozantnoj visini, rimski autori opisali su životinju kao nježnu i mirnu te istaknuli da ju se može voditi pomoću užeta svezanog oko vrata. Točna sudbina Cezarove žirafe nije poznata jer iz tekstova nije jasno je li se pojavila u areni samo kao atrakcija ili je ubijena u sklopu igara. Prvi zabilježeni slučaj da je žirafa ubijena u areni dogodio se tek u vrijeme cara Komoda (poznatog iz filma Gladijator) koji je bio strastveni pobornik gladijatorskih borbi te obožavao u areni loviti životinje – jednom je prilikom u dva dana ubio pet vodenkonja, dva slona, nosoroga i žirafu. Najveći broj žirafa zabilježen u starome Rimu dogodio se prilikom proslave 1000. godišnjice osnutka grada 248., kada ih je u slavnom hipodromu Circus maximusu izloženo deset.
Žirafe su bile poznate antičkom svijetu i prije vremena Cezara. Godine 279. zabilježeno je kako je Ptolemej II., jedan od Aleksandrovih nasljednika, prilikom jedne vjerske svetkovine priredio procesiju gdje razne egzotične životinje – slonovi, antilope, nojevi, zebre i divlji magarci – vuku kola, a na kraju su išle razne druge životinje uključujući jednu žirafu. Žirafe se pojavljuju na staroegipatskim hijeroglifima još u 15. stoljeću pr. Kr. Povezivali su ih s proročanstvima jer imaju odličan vid.

## Podvrste
Prema uzorku pjega i područjima u kojem žive, žirafe se dijele na osam do devet podvrsta:
- G. c. camelopardalis, istočni Sudan, zapadna Etiopija
- G. c. peralta, ranije cijela zapadna Afrika, danas još samo u Nigeru i Čadu
- G. c. antiquorum, zapadni Sudan, Srednjoafrička Republika
- G. c. reticulata, sjeverna Kenija, južna Somalija
- G. c. rothschildi, Uganda
- G. c. tippelskirchi, južna Kenija, Tanzanija
- G. c. thornicrofti, Zambija; njihov status je sporan
- G. c. angolensis, Namibija, Bocvana
- G. c. giraffa, Južna Afrika, Zimbabve, Mozambik